# Carlo Cafiero
Carlo Cafiero (1er septembre 1846, Barletta – 17 juillet 1892, Nocera Inferiore) est un militant communiste libertaire italien.
À l'origine proche de Karl Marx et Friedrich Engels au sein de l'Association internationale des travailleurs, il rompt ensuite avec eux, en partie pour suivre l'idéologie anarchiste de Michel Bakounine, alors très populaire en Italie.
Partisan de l'anarchisme insurrectionnel, il cherche à mener un soulèvement dans les montagnes du Bénévent en 1877.
Durant son séjour en prison pendant l'hiver 1877-1878 Cafiero décide de rédiger un Abrégé du Capital de Karl Marx à partir de la traduction française de J. Roy, offrant aux lecteurs italiens le premier exposé synthétique de l'œuvre de Karl Marx.

## Sa jeunesse
Cafiero est né dans la région des Pouilles en 1846 dans une famille de riches propriétaires terriens de Barletta (côte Adriatique). En 1864, il commence à étudier le droit à l'université de Naples dans la perspective de poursuivre une carrière de diplomate. Mais le contact avec le milieu diplomatique à Florence l'ennuie profondément et il s'intéresse à d'autres domaines intellectuels, dont les langues orientales et l'Islam. Il fréquente le cercle radical de Telemaco Signorini, peintre naturaliste qui trace un portrait acerbe du Risorgimento italien, peignant les bas-fonds, les asiles, les prisons, etc. Au début de 1870, il était à Paris invité au célèbre peintre Giuseppe De Nittis, son compatriote. De juillet 1870 à mai 1871, Cafiero est à Londres, où il rencontre Karl Marx et Friedrich Engels, leaders de l'Association internationale des travailleurs, qui subjuguent durablement le jeune homme. Marx et Engels associent Cafiero à leur cause et le destinent à devenir le correspondant du Conseil général de Londres en Italie, où l'influence « marxiste » est encore inexistante. La scène italienne est occupée par la querelle entre Bakounine et Mazzini. Ils lui demandent de retourner à Naples, ce qu'il accepte alors que la Commune de Paris vient d'être défaite.

## La correspondance avec Engels
Les rapports épistolaires de Cafiero avec Friedrich Engels constituent les premiers pas du marxisme en Italie[réf. nécessaire]. 
En juin 1871, dans une lettre à Engels, Cafiero décrit la misère abominable de l'Italie du sud où « les masses, inconscientes du progrès humain, croyant fermement être nées pour servir et souffrir sur terre, n’ont comme seul espoir d’accéder à la pitié divine au paradis ». Il blâme la responsabilité des Espagnols, des Bourbon et de l'Église catholique dans cette tragédie.
Cafiero mise ses espoirs dans la lutte des classes en cours, mais ses conceptions diffèrent de la conception « marxiste ». Cafiero fait dès le départ une synthèse entre les conceptions révolutionnaires de Marx et Bakounine. D'emblée, il écarte le populisme religieux de Mazzini, après que celui-ci a qualifié la Commune de Paris de « perversion diabolique des valeurs démocratiques ». Si Cafiero critique, dans son rapport sur la situation italienne envoyé à Londres, le « gâtisme » déiste de Mazzini, qui associe Dieu et le peuple, il reste discret sur son appréciation de Bakounine.
Dans ces courriers, Engels n'aura de cesse d'inciter Cafiero à prendre part aux critiques contre l'influence "dangereuse" de Bakounine. Mais Cafiero ne répond pas à l'attente d'Engels ; au contraire, il ne voit pas les idées de Bakounine comme une menace contre celles de Marx. « En ce qui concerne Bakounine, je peux vous confirmer qu'il a beaucoup d'amis à Naples qui partagent nombre de ses principes, qui ont avec lui certaines communautés de vues ; mais qu'il ait une secte, un parti qui ferait dissidence avec les principes du Conseil général, je l'infirme complètement. » (Lettre du 12 juillet 1871). En fait, la section des internationalistes napolitains est constituée de nombreux bakouninistes : Carmello Palladino, Errico Malatesta, Emilio Covelli.
Le 16 juillet 1871, Engels l'invite à nouveau à s'éloigner d'eux et de trouver d'autres alliés, il lui décrit les partisans de Bakounine (la Fédération jurassienne) comme les pires obstacles à l'unité de l'Internationale .
Cafiero attend deux mois avant de répondre à Engels et encore il n'évoque toujours pas les attaques contre Bakounine. Il décrit la répression que subissent les révolutionnaires napolitains et l'imminence de la « plus terrible révolution sociale ».
Enfin, le 29 novembre 1871, Cafiero répond aux propos d'Engels contre Bakounine. Il insiste sur le fait qu’elles sont, selon lui, dénuées de réalité. Cafiero trouve chez Bakounine des « marques de profonds estimes et respect pour Marx ». Engels ne répond pas à cette lettre. Cafiero tente d'obtenir une réponse le 21 janvier 1872, mais Engels garde le silence. 
S'il garde une approche marxiste dans son analyse du capitalisme, Cafiero se rapproche de Bakounine sur l'analyse de la situation sociale de pays pré-capitalistes et du rôle révolutionnaire de la paysannerie et du lumpenproletariat. 
Il abandonne alors son rôle de correspondant de Marx et d'Engels et décide enfin de rencontrer Bakounine à Locarno, en Suisse, en compagnie de l'anarchiste Giuseppe Fanelli le 20 mai 1872. Il s'enthousiasme pour Bakounine (« après quelques moments de conversation, nous réalisâmes que nous étions tous deux en complet accord sur les principes. »), comme il s'était enthousiasmé pour Marx deux ans auparavant. Bakounine connaît la situation italienne mieux que Marx, pour y avoir séjourné plusieurs fois depuis les années 1840.

## La rupture avec Engels et dans l'Internationale
Le 12 juin 1872, Cafiero envoie ce qui peut être considéré comme une lettre de rupture avec Engels en même temps qu’une profession de foi anarchiste : « votre programme communiste est, pour moi, une grosse absurdité réactionnaire. » Il reproche au Conseil de Londres de vouloir transformer l’Internationale en parti politique selon la résolution IX de la Conférence de Londres et supprimer l'autonomie des sections.
Il lui reproche également de vouloir appliquer un système politique uniforme sans considérer les problématiques particulières à chaque pays : « Le poulpe se doit d’être cuit dans sa propre eau ». Enfin, il fait la critique de l'illusion du communisme d'État.

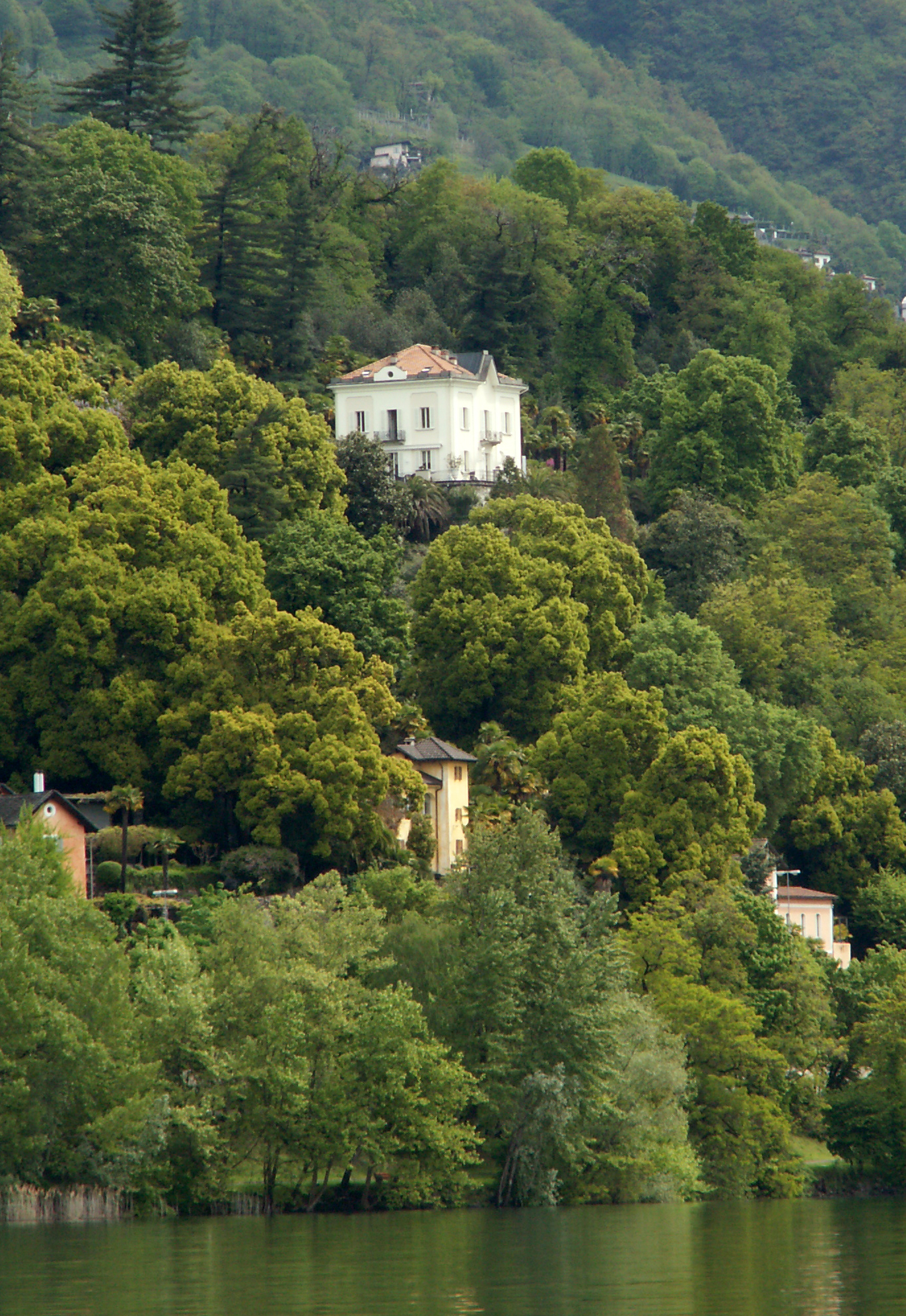
La Baronata

Engels répond violemment à Cafiero. Il se sent d'autant plus trahi que le Bulletin jurassien a reproduit des propos professés contre eux par Engels auprès de ses correspondants italiens. Or Cafiero est le seul correspondant du Conseil général, il est par conséquent soupçonné d'avoir révélé les attaques du Conseil de Londres à ses ennemis. Cela marque la fin de leur correspondance.
Au Congrès de Rimini en août 1872, la Fédération italienne de l'Internationale rompt « toute solidarité avec le Conseil général de Londres », en considérant que ce Conseil « avait usé des moyens les plus indignes, comme la calomnie et la mystification, pour réduire l’Internationale à l’unité de sa doctrine spéciale ». Le Congrès de La Haye auquel Cafiero assiste en observateur achève la rupture entre « marxistes » et « bakouninistes ».
Il participe ensuite du 15 et 16 septembre 1872, au Congrès de Saint-Imier, qui signe l'acte de naissance du mouvement anarchiste.
Cafiero devient l'ami de Bakounine à qui il dévoue sa part d'héritage en achetant la villa La Baronata qu'il fait agrandir sur les plans de Mroczkowski. Mais le révolutionnaire russe dilapide la fortune de Cafiero qui commence à trouver ses extravagances peu conformes aux idéaux anarchistes. 
Les relations de Cafiero et Bakounine se détériorent par la suite.

## Insurrectionnaliste
Le troisième Congrès de la Fédération italienne, sous la plume de Cafiero, marque une orientation insurrectionnaliste des internationaux transalpins : « la fédération italienne croit que le fait insurrectionnel – destiné à prouver par les faits les principes socialistes – est le moyen le plus efficace de propagande et le seul qui, sans corrompre ni tromper les masses, puisse pénétrer dans les plus profondes couches sociales et attirer les forces vives de l’humanité dans la lutte que l’Internationale mène ! » (21-22 octobre 1876)
En août 1874, Cafiero achète 250 fusils et pistolets en vue d'un soulèvement élaboré par Malatesta et Costa et qu'ils souhaitent déclencher dans plusieurs régions d'Italie. Costa est arrêté avant que le moindre coup de feu ne soit tiré et sans le soutien de la paysannerie tant espéré.
Cafiero ne participe pas à la tentative de soulèvement car il se trouve alors en Russie avec son épouse russe Olimpia Koutouzova, qu’il cherche à extirper des griffes des autorités tsaristes.

## La bande du Matese
En 1877, Cafiero et Malatesta décident de déclencher une insurrection paysanne dans les montagnes du Matese, dans le Sud de l’Italie, où l’esprit de résistance vis-à-vis de l’État italien est encore vivace, notamment à travers de nombreux actes de banditisme.
En avril 1877, trente internationalistes prennent le village de Letino et brûlent les papiers administratifs ainsi que le portrait du roi Victor-Emmanuel II. Cafiero s’adresse en dialecte aux villageois pour leur exposer les principes du communisme libertaire : « Liberté, justice et une nouvelle société sans État, sans maîtres ni esclaves, sans soldats ni propriétaires. » L’événement prend un tour millénariste par l’intervention du curé qui explique aux paroissiens enthousiastes que les internationalistes sont « les vrais apôtres envoyés par Dieu ». Le jour suivant, le village de Gallo est occupé de la même manière. La police, comme en 1874, est avertie dès le début du complot grâce à leur infiltration dans les milieux anarchistes, peu enclins à la discipline nécessaire à la clandestinité et au secret. Les insurgés ont été trahis par Vicenzo Farina, un vieux garibaldien qui devait leur servir de guide. Et six jours après le début de leur aventure, à l’endroit où des compagnons devaient les rejoindre, ce sont près de 12 000 carabiniers qui les encerclent. Des coups de feu sont échangés et deux gendarmes sont atteints, dont l’un succombera à ses blessures.
Pris par le vent, le froid et la faim avec des armes défaillantes, les insurgés se font livrer par les paysans qu'ils sont venus délivrer. C’est un nouvel échec pour la stratégie insurrectionnaliste tant prônée par Cafiero. 
À 30 ans, Cafiero passe 16 mois dans les geôles italiennes. Malgré les lourdes charges qui pèsent contre les insurgés (conspiration contre l'État, subversion armée, destruction de propriété d'état, vol, et meurtre d'un carabinier et blessure d'un autre) et qui leur font encourir la peine de mort, ils vont bénéficier de l'amnistie consécutive au sacre du nouveau roi Umberto Ier.
Le film des frères Taviani Saint Michel avait un coq (1971) s'inspire largement de cet épisode insurrectionnel et du personnage de Cafiero.

## Abrégé duCapitalde Karl Marx
Durant sa détention Cafiero décide de rédiger un Abrégé à partir de la traduction française du Capital, offrant là aux lecteurs italiens la première vulgarisation de l'œuvre de Marx qui paraît en juin 1879. Cafiero pense que Le Capital éclipsait tous les travaux intellectuels de l'époque. Cafiero insiste sur l'aspect sociologique et historique du livre et sur les effets du capitalisme sur la paupérisation des masses à travers l'exemple de l'Angleterre utilisé par Marx (chapitre sur l'accumulation du capital et l'accumulation primitive du capital). 
En juillet 1879, Cafiero adresse deux exemplaires de son Abrégé à Marx, malgré leur différend antérieur, lequel lui répond avec la plus grande courtoisie : « Mes remerciements les plus sincères pour les deux exemplaires de votre travail  ! ». D’après James Guillaume, Laura Marx confirmera que « son père considérait le travail de Cafiero comme un très bon résumé populaire de sa théorie de la plus-value ». Mais leur correspondance en restera là.
Son Abrégé du Capital, traduit en français en 1910 par James Guillaume a été réédité en décembre 2008 par les éditions Le Chien Rouge.
Cafiero collabore avec Emilio Covelli, également initié à la pensée de Marx, qui écrivit la première recension du Capital dans une revue italienne. Cafiero et Covelli partageaient la même aversion vis-à-vis de l'autoritarisme marxiste sans pour autant répudier la critique du capitalisme. 
En 1880 à Lugano, Cafiero chercha à écrire un autre essai marxiste, resté inachevé, un dialogue entre "un mort-de-faim et un suceur-de-sang". La police suisse confisqua le manuscrit. En novembre 1880, Cafiero écrit Anarchie et communisme, une synthèse entre la liberté politique et l'égalité économique. Cafiero y dénonce le réformisme comme le cheval de Troie de l'État, instrument de la classe dominante, au sein du camp socialiste.

## Rupture avec Costa
En 1880, Andrea Costa, ancien compagnon de Cafiero, rejoint le camp réformiste. L'échec de la tentative d'insurrection de 1874 l'éloigne des vues révolutionnaires et il se rapproche du légalisme ; il est élu député socialiste en 1882. Cafiero le dénonce comme ennemi du socialisme et comme carriériste. Dans Le Révolté du 25 décembre 1880, un article intitulé « L'Action », habituellement attribué à Pierre Kropotkine,,, et plus rarement à Cafiero, précise que « le capitalisme ne peut être réformé » : « Le capitalisme repose sur la compétition et le profit, le socialisme sur la coopération et l'égalité. » « Non, mille fois non ! Nous n'avons rien à faire avec les manœuvres de la bourgeoisie. Nous ne devons pas participer au jeu de nos oppresseurs à moins que nous souhaitions participer à l'oppression. ». Cafiero est favorable à la propagande par le fait, à l'action directe. Il insiste aussi sur l'importance d'une avant-garde révolutionnaire, dans l'idée de l'Alliance démocratique des socialistes, fondée par Bakounine.
En 1972, un étudiant italien, Gian Carlo Maffei, redécouvre un essai inachevé, intitulé De la révolution qui avait en partie disparu depuis 90 ans. Dans cet essai extrêmement radical, Cafiero promet aux capitalistes d'être « dévorés » à leur tour ; il exalte la violence prolétarienne à abattre l'autorité dans une bataille finale où les « hommes pourront vivre dans la concorde et la fraternité ». 
Mais il met en garde aussi contre le « monstrueux mécanisme bureaucratique » qui pourrait advenir dans la mise en place du communisme d'État selon le système marxiste, et le risque de voir émerger de « nouveaux oppresseurs encore plus terribles que les précédents ». En raison de la corruption qu'engendre tout pouvoir, la société doit rester sans État. Avec idéalisme, il esquisse une société d'égaux où chacun pourra se développer entièrement et librement, « en étudiant, en vivant avec la nature, en admirant le travail des arts, en aimant. »

## Les dernières années
La santé de Cafiero commence à décliner dès 1881, il perd du poids et devient pâle, puis entre en dépression. Il espère rencontrer Marx durant un séjour à Londres durant l'hiver 1881-82, mais Marx a dû quitter la capitale anglaise. Sa maladie s'aggrave, il développe des signes de délire de persécution. Il tente même de se suicider.
Kropotkine prétend que sa maladie empira encore alors qu'il essuyait un revers sentimental auprès de l'ex-épouse d'Andrea Costa, la socialiste et féministe, Anna Kuliscioff. Il erre jusqu'à sa mort dans un état mental précaire, accentué par de graves crises de délire. Son épouse, Olimpia, longtemps séparée de lui par l'exil le soutient dans son calvaire. Il meurt de la tuberculose le 17 juillet 1892 à 45 ans à l'asile de Nocera Inferiore. James Guillaume comme Errico Malatesta lui garderont les marques de leur indéfectible amitié.

## Publications
- L'action, Genève, La Révolte, 1880 (lire sur Wikisource)
- Carlo Cafiero, Abrégé du Capital de Karl Marx, éditions du Chien Rouge, décembre 2008, extrait du chapitre VI.